# Günther Herrmann
Günther Herrmann (født 1. september 1939 i Trier, Tyskland, død 22. juli 2023) var en tysk fodboldspiller (midtbane/angriber).
Han spillede på klubplan hos Karlsruhe, Schalke 04 og schweiziske FC Sion. Han var i starten af sin karriere også tilknyttet Eintracht Trier i sin fødeby.
Herrmann spillede desuden ni kampe for Vesttysklands landshold. Han deltog for sit land ved VM i 1962 i Chile, men var dog ikke på banen i turneringen.